# Ommatidiotus falltni
Ommatidiotus falltni är en insektsart som beskrevs av Stsl 1863. Ommatidiotus falltni ingår i släktet Ommatidiotus och familjen Caliscelidae.
Artens utbredningsområde är Spanien. Inga underarter finns listade i Catalogue of Life.